# 哈尔施塔特天主教堂

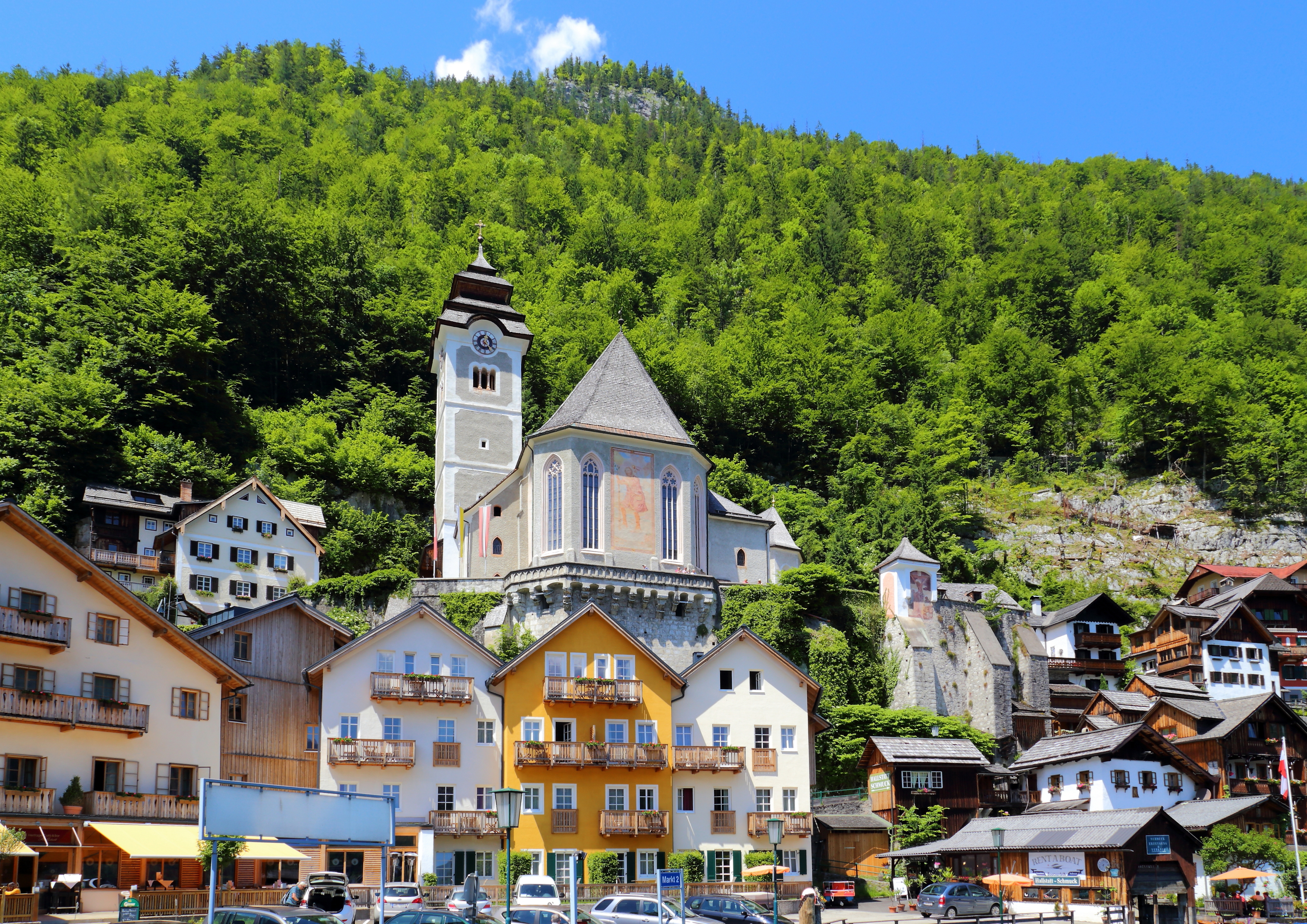

圣母升天堂（Pfarrkirche Mariä Himmelfahrt）是一座罗马天主教堂区教堂，位于奥地利上奥地利州哈尔施塔特，属于天主教林茨教区。

## 历史

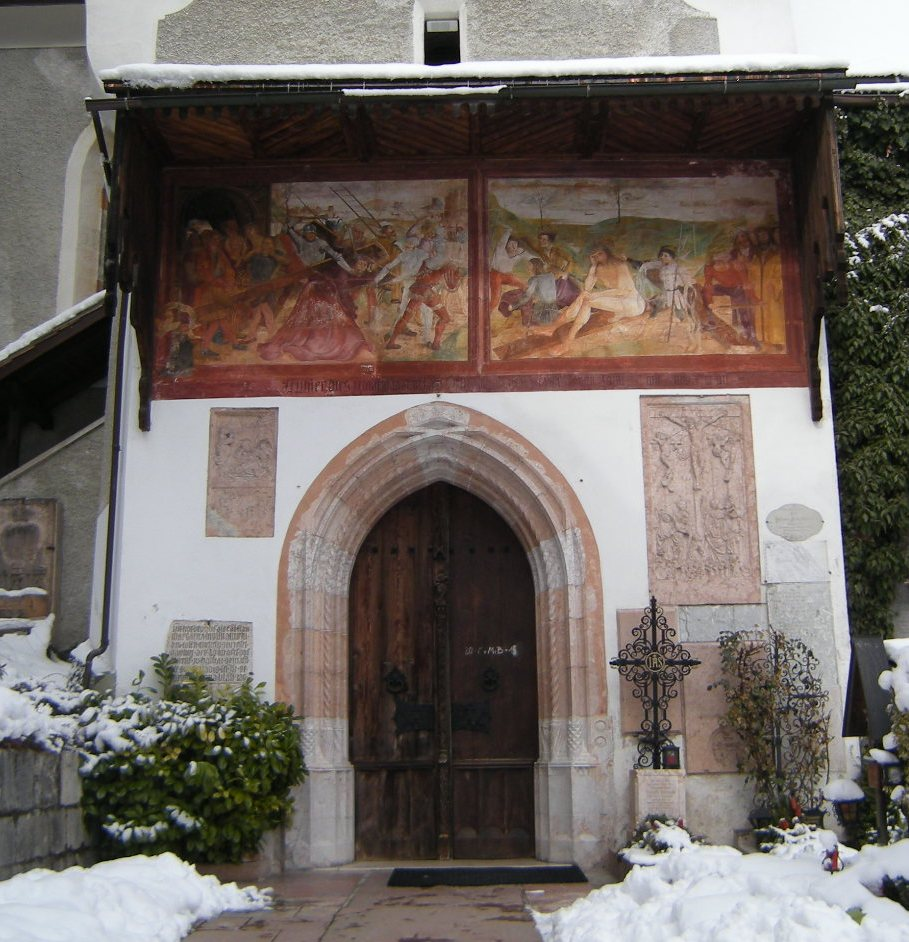

该堂历史可追溯到1150年。第二座教堂建于1320年，为罗马式建筑。 目前的教堂于1505年竣工。

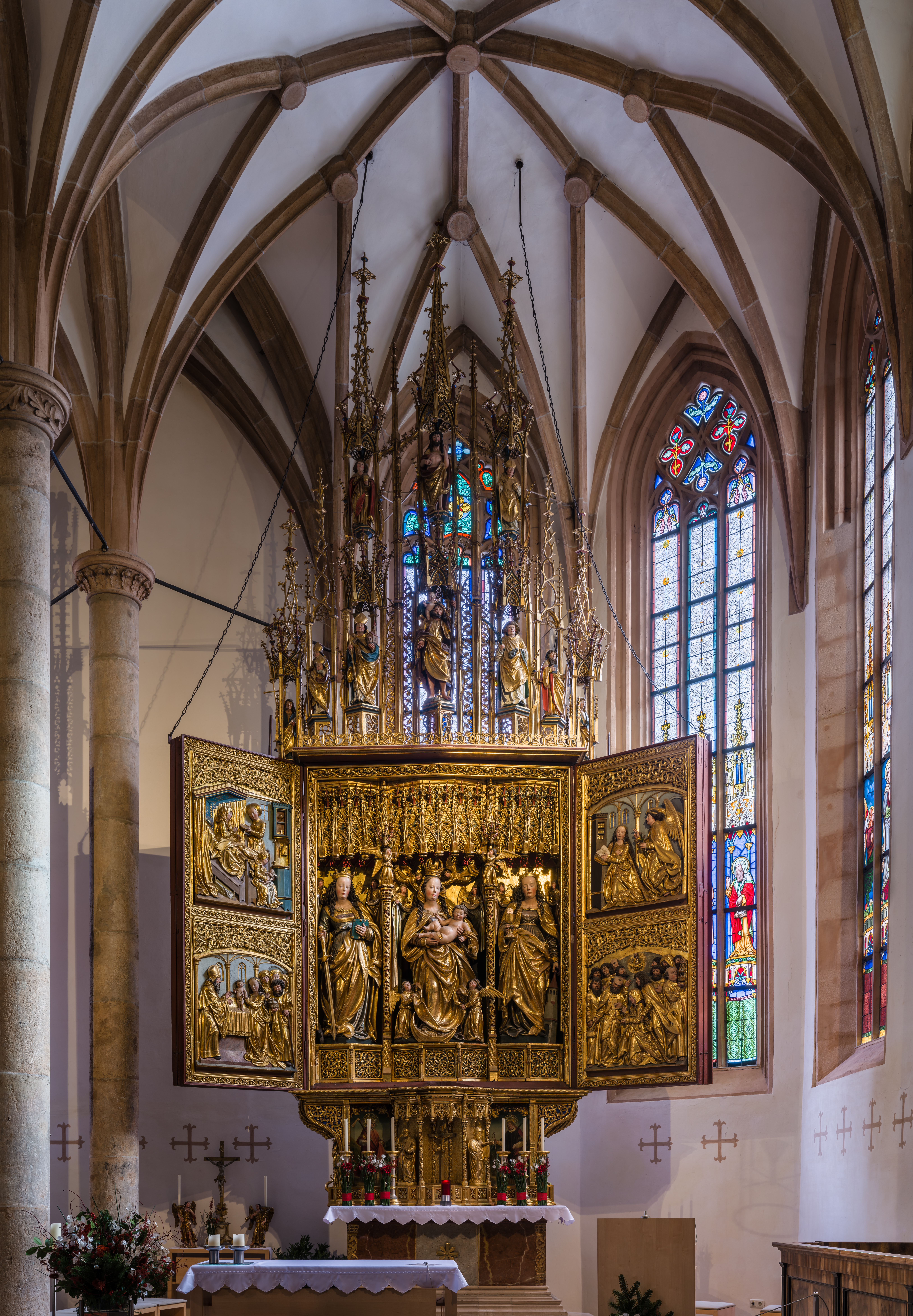

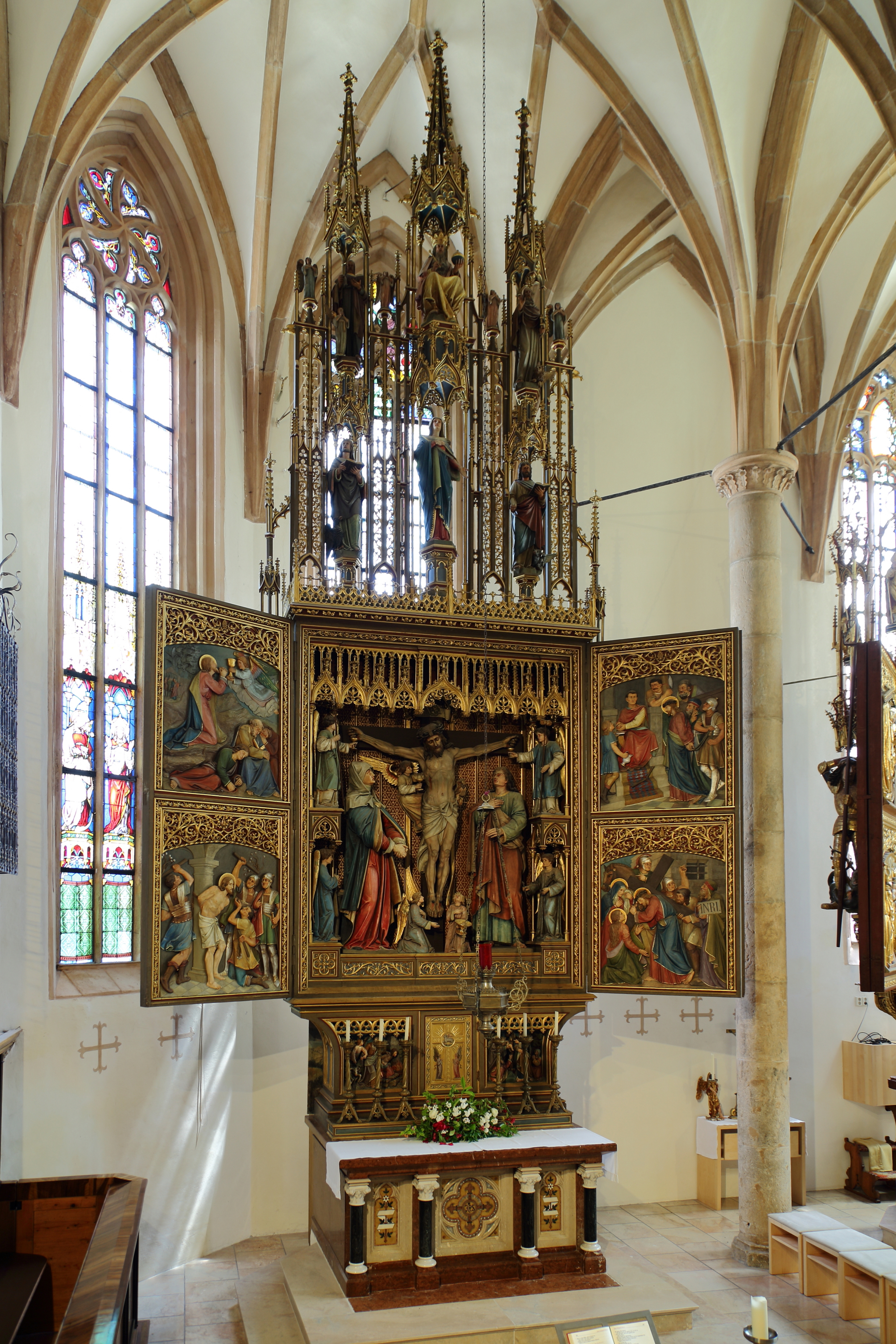